# Ib Dam
Ib Andreas Dam (født 30. maj 1923 i København, død 5. april 2014 i Fredensborg) var en dansk filmproducent og modstandsmand.
Han blev ansat i Nordisk Film i 1940 og var under besættelsen deltager i Modstandsbevægelsens Filmgruppe og var ansat hos Minerva-Film 1943-1951.
Efter at have aftjent sin værnepligt i Den Kongelige Livgarde, blev han udvalgt til alene at stå for den filmiske dokumentation af Dansk Pearyland Ekspeditions aktiviteter i det nordligste Grønland i 1947-50. Finansieret af Verdensbanken ledede og opbyggede han med udgangspunkt i Bogota i 1950'erne den statslige filmproduktion I Colombia for i 1954 at vende tilbage til København. Efter fem år som freelancer var han i forskellige danske selskabers tjeneste og gik 1959 solo med IB DAM FILM A/S, der producerede en lang række kortfilm for danske virksomheder, ministerier og statslige organisationer. En del af disse er blevet prisbelønnet.
I 1982 trak Ib Dam sig tilbage fra sin virksomhed, som nu havde ændret navn til IB DAM SPECTRUM FILM A/S. I tolv år var han formand for Sammenslutningen af Danske Kortfilmproducenter. Han har været medlem af repræsentantskabet for Det Danske Filminstitut og medlem af bestyrelsen for Erhvervenes Filmcenter. Han er tildelt Fortjenstmedaljen i sølv med spænde.